# Холокост в Шумилинском районе
Холокост в Шуми́линском районе — систематическое преследование и уничтожение евреев на территории Шумилинского района Витебской области оккупационными властями нацистской Германии и коллаборационистами в 1941—1944 годах во время Второй мировой войны, в рамках политики «Окончательного решения еврейского вопроса» — составная часть Холокоста в Белоруссии и Катастрофы европейского еврейства.

## Геноцид евреев в районе

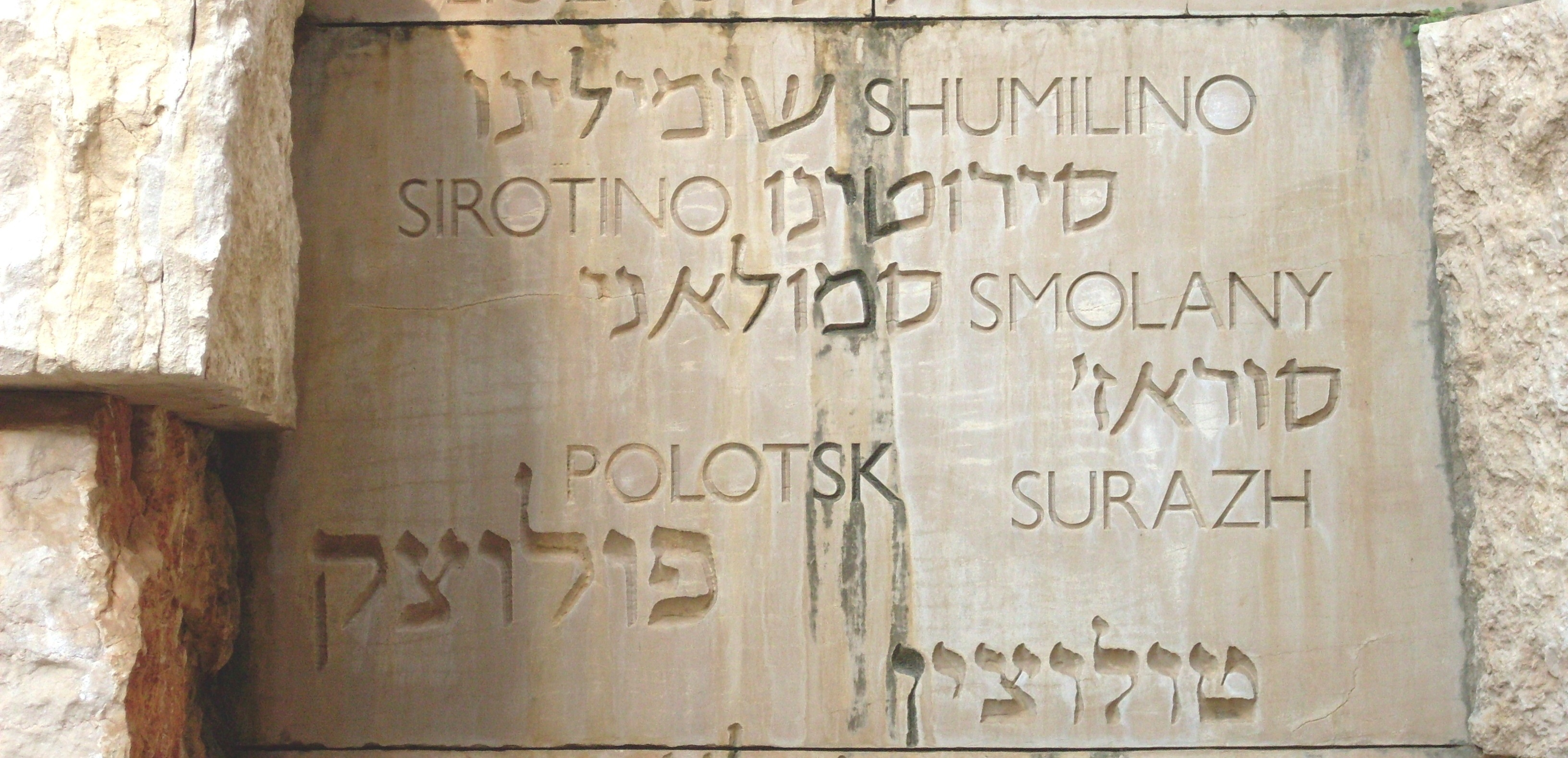
Шумилино и Сиротино в списке уничтоженных во время Холокоста еврейских общин в «Долине Уничтоженных общин» в музее Яд Вашем.

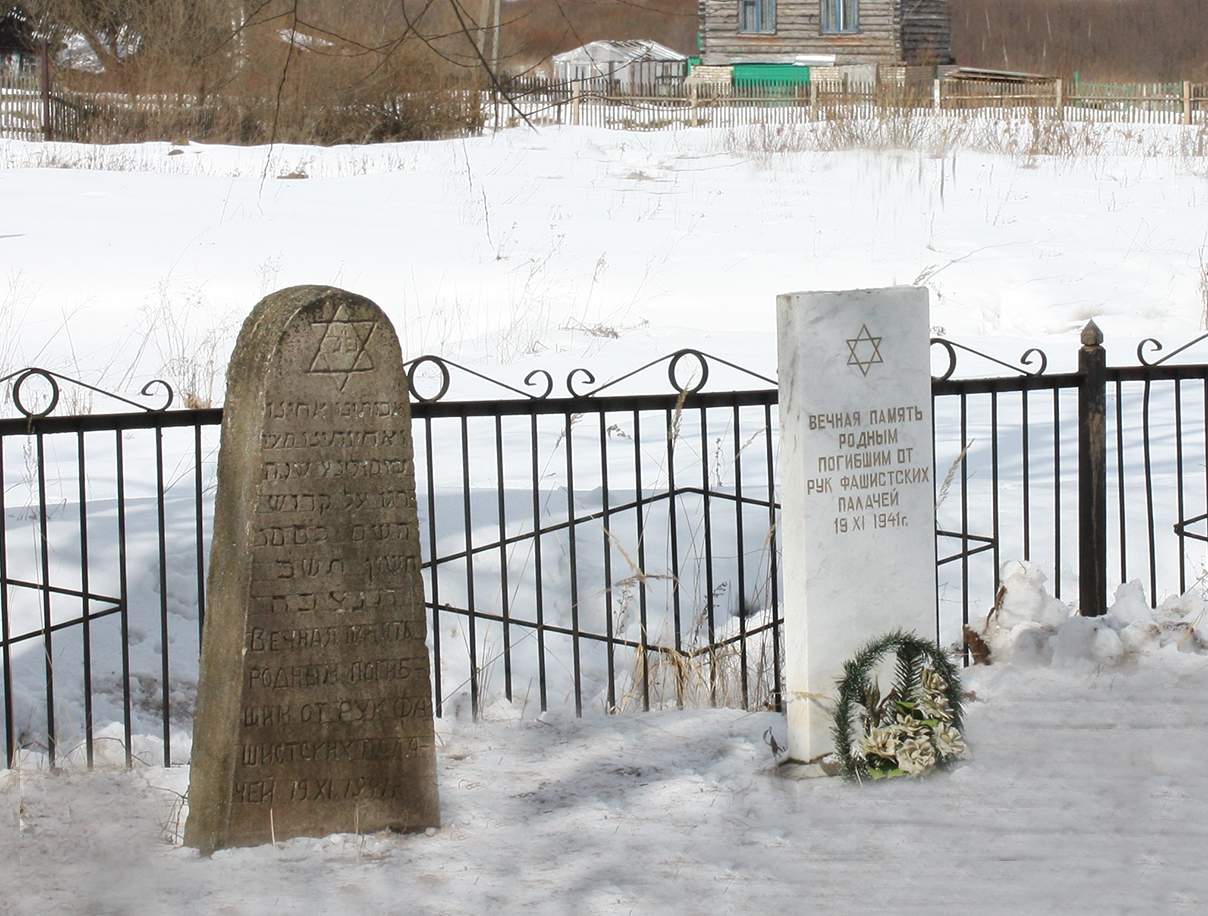
Памятник евреям Шумилинского гетто

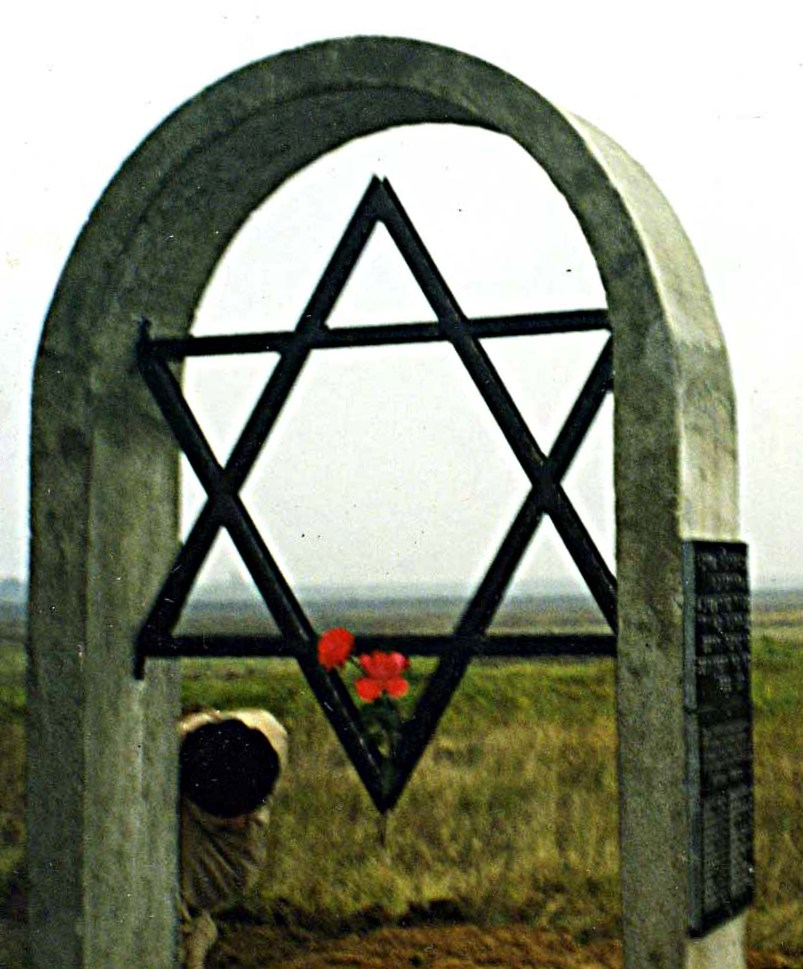
Памятник евреям Сиротинского гетто

В июле 1941 года Шумилинский район был полностью захвачен немецкими войсками, и оккупация продолжалась до конца июня 1944 года.
После оккупации немецкими войсками Шумилинский район административно стал относиться к области тыла группы армии «Центр». Вся полнота власти в районе принадлежала нацистской военной оккупационной администрации.
Для осуществления политики геноцида и проведения карательных операций сразу вслед за войсками в район прибыли карательные подразделения войск СС, айнзатцгруппы, зондеркоманды, тайная полевая полиция (ГФП), полиция безопасности и СД, жандармерия и гестапо. Уже с первых дней оккупации района немцы начали отделять евреев от остальных жителей и убивать их. Подобные «акции» (таким эвфемизмом гитлеровцы называли организованные ими массовые убийства) повторялись множество раз во многих местах. В тех населенных пунктах, где евреев убили не сразу, их содержали в условиях гетто вплоть до полного уничтожения.
Во всех крупных деревнях района были созданы районные управы и полицейские гарнизоны из коллаборационистов. Ещё до осени 1941 года во всех населенных пунктах района были назначены старосты.
За время оккупации евреи Шумилинского района были практически полностью убиты.

## Гетто
Оккупационные власти под страхом смерти запретили евреям снимать желтые латы или шестиконечные звезды (опознавательные знаки на верхней одежде), выходить из гетто без специального разрешения, менять место проживания и квартиру внутри гетто, ходить по тротуарам, пользоваться общественным транспортом, находиться на территории парков и общественных мест, посещать школы.
Реализуя нацистскую программу уничтожения евреев, немцы создавали гетто почти во всех городах и населённых пунктах Беларуси, где проживало еврейское население. Так и в Шумилинском районе оккупанты организовали 2 гетто:
- в гетто деревни Сиротино (конец августа 1941 — 18 ноября 1941) были замучены и убиты более 300 евреев.
- в гетто посёлка Шумилино (конец июля — начало августа 1941 — 19 ноября 1941) были убиты около 1400 евреев.

## Случаи спасения и «Праведники народов мира»
3 человека из Шумилинского района были удостоены почетного звания «Праведник народов мира» от израильского мемориального института «Яд Вашем» «в знак глубочайшей признательности за помощь, оказанную еврейскому народу в годы Второй мировой войны». Это Кутенко Сергей, Кутенко Евгения и Голикова (Кутенко) Александра — за спасение Могильницкого Якова в селе Пятницкое (Ковляковский сельсовет).
Семья Щелкуновых спасала еврейских детей — пятилетнюю Феню Александровну Федерак (Окунь) и трёхлетнего Юру — в Новой Деревне (сегодня — Новозароново).

## Память
Жертвам геноцида евреев в Шумилинском районе во времена Катастрофы установлены памятники в Сиротино и Шумилино.